# 犬山頭首工ライン大橋

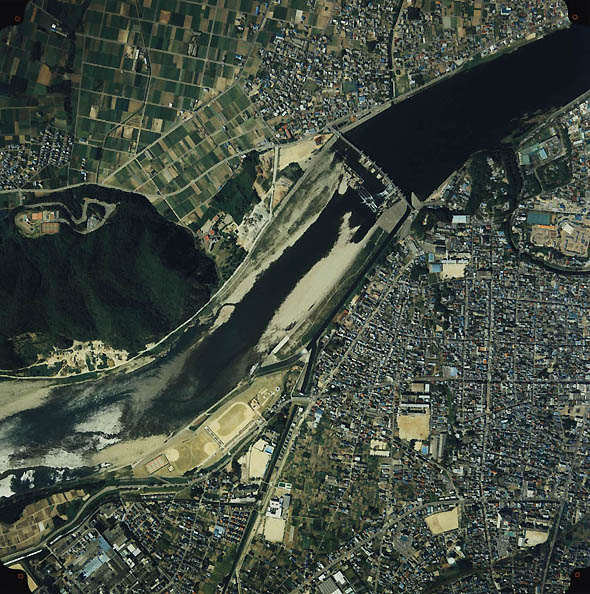
1987年度（昭和62年）に撮影された。愛知県犬山市と岐阜県各務原市の境を流れる木曽川とライン橋。

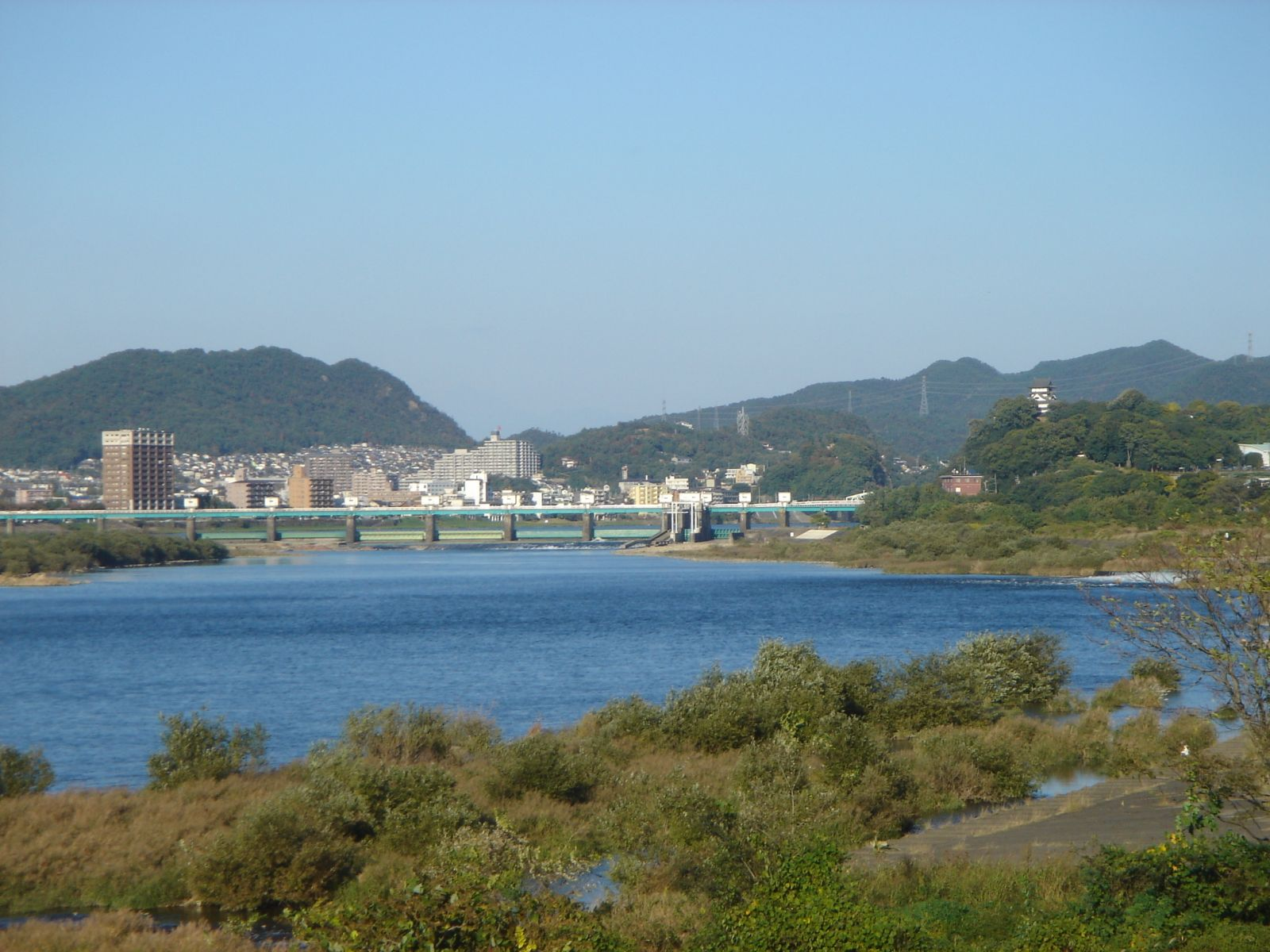
左岸下流より撮影、右側が犬山城

犬山頭首工ライン大橋（いぬやまとうしゅこうラインおおはし）は、愛知県犬山市と岐阜県各務原市鵜沼小伊木町を結ぶ木曽川の橋である。また濃尾用水の取水用の可動堰でもある。一般的には、「ライン大橋」の名で呼ばれている。

## 概要

### 車道（操作橋）
- 供用：1968年（昭和43年）
- 延長：420 m
- 幅員：6 m
- 重量制限：5.5 t（大型車通行禁止）

※ 右岸で岐阜県道95号芋島鵜沼線と交差する。

### 歩道 （管理橋）
- 供用：2007年（平成19年）6月18日
- 延長：422 m
- 幅員：3 m

### 頭首工
- 土砂吐：2門
- 可動堰：6門
- 魚道：2門
- 舟通：1門
- 取入樋門：左岸3門、右岸に1門

## 名称の由来
木曽川の別名として「日本ライン」が近辺で使われることから、「ライン大橋」と名付けられた。

## 歴史
江戸時代、御囲堤の建設により木曽川の支川はことごとく廃川された。このため、この支川から農業用水を手に入れていた住民は困り、木曽川から水を得るため、農業用水の建設を行った。江戸時代初期に、尾張国側で宮田用水と木津用水が建設され、昭和時代初期には岐阜県側で羽島用水が建設された。しかし、洪水や流れの変化などにより、安定した水の供給が困難であり、水を巡るトラブルも続出した。
これを解決するために、農林省は1957年（昭和32年）より10年の歳月をかけ、羽島用水、宮田用水、木津用水の3つの用水の取水口を統一するための犬山頭首工を建設した。また、この堰堤に橋をかけて当時名鉄電車との併用で渋滞が頻発していた犬山橋の迂回ルートとした。
2007年（平成19年）6月18日、1月に完成していた管理用の橋が、歩行者専用道として開放された。
現在、老朽化が進んでおり数年にわたって改修工事が行なわれている。

## 所在地
- 北岸：岐阜県各務原市鵜沼小伊木町
- 南岸：愛知県犬山市大字犬山

## その他
- ライン大橋は各務原市の市道（各務原市道鵜328）となっている[1]。